# Anne Müller (handbollsspelare)
Anne Müller, född 5 juli 1983 i Wattenscheid (Bochum) i Tyskland, är en tysk före detta handbollsspelare. Hon spelade som mittsexa,
Anne Müller började spela handboll för ASV Hamm och Hasper SV. Från 1999 spelade hon för Bayer Leverkusen. Hennes stora styrka var hennes mångsidighet. Müller kunde spela på alla positioner på sex meter, vilket inte längre är vanligt. Från sommaren 2010 spelade hon för HC Leipzig.  Hon skrev kontrakt med Borussia Dortmund inför säsongen 2015/2016.  Hon avslutade sedan sin karriär sommaren 2019.
Anne Müller spelade för ungdomslandslagen och vann silver vid EM 2001. Hon debuterade i Tysklands damlandslag i handboll den 4 mars 2005 mot Kroatien. Hon spelade sedan i världsmästerskapet 2005. Vid EM 2006 och EM 2008 placerade hon sig med Tyskland som 4:a efter förlust i bronsmatcherna. Hon spelade också i OS 2008. Vid världsmästerskapet i handboll för damer 2007 i Frankrike i december slutade Müller trea med Tyskland. På grund studier tog Müller en paus på ett år från handbollen och spelade åter i det tyska landslaget mot Vitryssland den 31 mars 2010. Hon spelade 171 landskamper och antecknades för 226 mål.

## Meriter i klubblag
- Tyska cupen vinnare 2002, 2010 med Bayer Leverkusen
- Vinnare av Challenge Cup 2005 med Bayer Leverkusen
- Tyska cupen vinnare 2014 med HC Leipzig